# Arnold Schulz
Arnold „Arno“ Schulz (* 25. Januar 1943 in Gembitz, heute in Polen; † 13. Juli 2024) war ein Volleyballspieler und Schiedsrichter aus der DDR.
Schulz war in der Jugend Fußballer und Boxer und begann 1960 mit dem Volleyball. Der Trainer Herbert Jenter holte ihn zum SC Rotation Leipzig, ab 1963 fungierte der Verein als SC Leipzig. Mit dem SC Leipzig holte Schulz neun Meistertitel.
Ab 1962 spielte Schulz auch in der DDR-Nationalmannschaft. Sein erstes großes Turnier war die Europameisterschaft 1963 mit einem neunten Platz. Ab 1966 erreichte die DDR-Auswahl bis 1972 bei allen großen Turnieren einen Platz unter den besten vier Teams. Schulz wurde bei der Weltmeisterschaft 1966 in Prag als bester Angriffsspieler des Turniers ausgezeichnet. 1969 gewann er den Volleyball World Cup und im Jahr darauf war er dabei, als die DDR-Auswahl bei der Weltmeisterschaft 1970 in Bulgarien der Titel gewann. Nach einem vierten Platz bei der Europameisterschaft 1971 erreichte die DDR-Mannschaft das Finale bei den Olympischen Spielen 1972 in München und erhielt nach der Finalniederlage gegen die japanische Mannschaft die Silbermedaille.
Arnold Schulz war nach seiner Sportler-Karriere als Volleyball-Schiedsrichter tätig. Vom Schiedsrichter-Einsatz bei der Weltmeisterschaft 1982 in Argentinien kehrte er nicht in die DDR zurück, sondern setzte sich über Wien nach München ab. Seine Bemühungen die Familie nachzuholen wurden von den Behörden der DDR abgelehnt. Im Dezember 1984 gelang es dem DDR-Anwalt Wolfgang Vogel, die Ausreise für die Familie von Arnold Schulz zu bewirken. Schulz war später als Sportlehrer an der TU München tätig. Daneben engagierte er sich ehrenamtlich im Landesleistungszentrum des Bayerischen Volleyballverbandes und als Trainer in Unterschleißheim und München.